# Исабал (департамент)
Исабал (на испански: Izabal) е един от двадесет и двата департамента на Гватемала. Граничи на север с държавата Белиз, на североизток с Хондураския залив, на изток с държавата Хондурас, и с гватемалските департаменти Петен на северозапад, Горен Верапас на запад и Закапа на юг. Населението е 467 000 жители (по изчисления от юни 2016 г.).

## Общини
Исабал е разделен на 5 общини:
1. Ел Естор
2. Ливингстън
3. Лос Аматес
4. Моралес
5. Пуерто Бариос